# Hayden White
Hayden White   (Martin, 12 de juliol de 1928 - Santa Cruz, 5 de març de 2018) va ser un filòsof i historiador estatunidenc que va ser el primer autor a desenvolupar la reflexió epistemològica narrativista (postmodernisme) als Estats Units. Aquesta opinió es deu a la seva obra Metahistòria. La imaginació històrica al segle XIX (1973).
Va ser professor emèrit a la Universitat de Califòrnia, Santa Cruz, i professor de literatura comparada a la Universitat Stanford.

## Metahistòria
En aquesta obra Hayden White - qui es defineix a si mateix com a progressista - estudia les maneres en què s'ha pensat la història, però atenent sobretot a les formes del coneixement històric, que es realitzen en l'aspecte discursiu dels escrits. Això fa que es consideri generalment que el seu és un enfocament formalista. La seva tesi més important és que és impossible distingir entre un relat històric i un relat de ficció, sobretot si es pretén que els primers fan referència a fets reals mentre que els segons fan referència a fets ficticis. Per a ell forma i contingut són el mateix, com ho són els usos dels filòsofs i dels historiadors, perquè el realisme històric característic dels historiadors vuitcentistes no és més que una forma particular de poètica.
En efecte, hi hauria una elecció de caràcter estètic i preconceptual que és la que determina la manera com es tracta l'evidència històrica que, per a White, es manté més o menys constant més enllà de les diferents elaboracions teòriques que es facin després sobre ella.
El que sí que hi ha són tres formes de conceptualització bàsiques (l'autor no distingeix entre explicació i comprensió), que ell l'anomena estils historiogràfics:
- Les trames literàries: Els discursos dels clàssics (Michelet, Ranke,  Tocqueville...) s'han servit de les tradicionals trames literàries a l'hora d'explicar com van ocórrer els esdeveniments. Es va considerar el protagonista un heroi enfront de les contingències, una víctima del context o fins i tot un perdedor total, acompanyant llavors el relat amb moralines.
- Les formes d'argumentació: és el nivell que s'usa per explicar el significat dels esdeveniments, són els arguments formals: hi mecanicistes (Marx, que busca lleis generals), hi ha organicistes (Ranke, que troba totalitats espirituals darrere dels individus històrics) i n'hi ha contextualistes (Michelet, que buscaria identificar els trets distintius dels subjectes històrics).
- El tercer nivell és la manera com els autors utilitzen la història per conèixer el present, és a dir, les ideologies o explicació per implicació ideològica: Anarquistes, radicals, conservadors i liberals.

La visió de White és profundament textualista i posa en qüestió tots els supòsits de l'ofici de l'historiador: el sentit del progrés de la historiografia, la metodologia ... doncs per a ell tot és un relat de ficció. No obstant això l'autor ha declarat que no cal treure la seva obra de context, que va ser escrita per al segle xix, no per al segle xx.